# 2011년 KBL 드래프트
2011 프로농구 신인 및 귀화혼혈선수 지명회의(2011 KBL Draft)는 2011년 1월 31일 서울 양재동 교육문화 회관 거문고홀에서 열렸다

## 지명 방식
- 달라진 점: 이번 드래프트의 순위 배정은 정규리그 순위가 아닌 포스트 시즌을 치르고 난 후의 성적을 기준으로 배정되어 올해 드래프트의 경우 전주 KCC 이지스는 정규시즌 3위이지만 챔프전 준우승으로 9순위에 울산 모비스 피버스는 정규시즌 1위와 챔프전 우승으로 10순위로 배정되었다.
- 신인 드래프트는 지난 시즌 팀 순위에 따른 그룹별 확률제로 진행된다
  - 1~4순위 추첨은 지난시즌 7~10위팀을 대상으로 한다.
  - 5~8순위 추첨은 지난시즌 6~3위팀을 대상으로 한다.
  - 9순위로는 전주 KCC 이지스, 10순위는 울산 모비스 피버스가 자동 배정
- 2라운드부터는 지명순서의 역순으로 지명한다.
- 귀화 혼혈 선수 드래프트에서 지명권을 행사한 팀은 국내 신인 드래프트에서 1라운드 지명권 없이 2라운드 맨 뒷순위로 밀리게 된다

귀화, 혼혈선수 드래프트 관련 사항
- 귀화 혼혈 선수[1] 드래프트는 미보유 6개팀이 지명 할 수 있으며 미보유 기간이 긴 팀이 우선으로 지명 할 수 있다.
  - 1그룹(보유 경력이 없음): 원주 동부 프로미, 울산 모비스 피버스, 서울 SK 나이츠, 대구 오리온스
  - 2그룹(보유 경력이 있음): 안양 한국인삼공사, 부산 kt 소닉붐
- 귀화 혼혈 선수를 지명한 팀은 드래프트 순위의 역순으로 밀려 난다.
- 선발하지 않은 구단은 신인 드래프트에서 정해진 순서로 1라운드로 지명하며 2라운드는 역순으로 지명한다

| 지명순위 | 1        | 2  | 3        | 4        | 5    | 6    | 7  | 8  | 9   | 10     |
| -------- | -------- | -- | -------- | -------- | ---- | ---- | -- | -- | --- | ------ |
| 팀       | 인삼공사 | SK | 오리온스 | 전자랜드 | 동부 | 삼성 | kt | LG | KCC | 모비스 |

## 드래프트 결과
- 일반 참가 선수는 출신교를 따로 표기하지 않았음.

| 지명 순위 | 인삼공사        | SK              | 오리온스            | 전자랜드          | 동부            | 삼성            | kt                | LG              | KCC             | 모비스          |
| --------- | --------------- | --------------- | ------------------- | ----------------- | --------------- | --------------- | ----------------- | --------------- | --------------- | --------------- |
| 1         | 오세근 (중앙대) | 김선형 (중앙대) | 최진수 (메릴랜드대) | 함누리 (중앙대)   | 김현호 (연세대) | 유성호 (고려대) | 김현민 (단국대)   | 정창영 (고려대) | 정민수 (명지대) | 이지원 (경희대) |
| 2         | 홍세용 (고려대) | 권용웅 (연세대) | 김민섭 (성균관대)   | 김태형 (성균관대) | 차민석 (건국대) | 이관희 (연세대) | 방덕원 (성균관대) | 안정환 (명지대) | 김태홍 (고려대) | 김동량 (동국대) |
| 3         | -               | -               | 조효현 (성균관대)   | -                 | -               | -               | -                 | -               | -               | 임상욱 (상명대) |

## 드래프트 화제
- 이번 귀화 혼혈선수 드래프트에서 대상 팀 6개 팀이 모두 지명을 포기 하였다, 이는 지난 2009년 귀화 혼혈선수 드래프트 도입 이래 처음이다.
- 이번 드래프트에서 가장 주목 받았던 오세근이 전체 1순위로 안양 한국인삼공사의 지명을 받게 되었다
- 임상욱은 상명대 농구부 창단 최초로 프로 1군(울산 모비스 피버스)에서 뛰게 되었으며 역대 최고령 신인이다.
- 일반 참가 선수중 유일하게 지명된 최진수는 대구 오리온스에 지명되어 자신의 친아버지[2]와 상봉하게 되면서 2011-2012시즌에 나서게 되었다.
- 안양 한국인삼공사의 오세근의 지명을 두고 주변에서는 '리빌딩의 끝'이다, 그리고 이상범 감독은 '퍼즐이 맞춰진거 같다고' 말해 오세근의 지명으로 인삼공사의 리빌딩이 완성되었다는 얘기가 많다.

## 같이 보기
- KBL 드래프트